# Harald Beyer (Politiker)

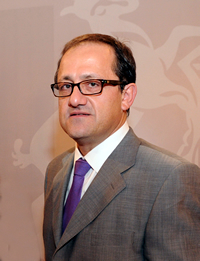
Harald Beyer (2011)

Harald Beyer (* 2. April 1964 in Osorno) ist ein chilenischer Politiker. Nach dem Rücktritt von Felipe Bulnes wurde er am 29. Dezember 2011 zum Bildungsminister seines Landes ernannt. Am 17. April 2013 wurde er des Amtes enthoben.
Einer seiner ersten Initiativen als Bildungsminister war der Versuch die Zeit der Herrschaft von Augusto Pinochet von 1973 bis 1990 in den Schulbüchern als „Militärregime“, statt wie früher üblich als „Militärdiktatur“ zu bezeichnen. Aufgrund der massiven Kritik musste er das Vorhaben jedoch wieder aufgeben.
Am 17. April 2013 bestätigte der chilenische Senat mit 20 zu 18 Stimmen die Amtsenthebung von Harald Beyer. Ihm wurde vorgeworfen, seiner Kontrollpflicht von Gewinnen innerhalb des Bildungssystems nicht nachgegangen zu sein.